# Liste der Baudenkmäler in Inden (Rheinland)
Die Liste der Baudenkmäler in Inden (Rheinland) enthält die denkmalgeschützten Bauwerke auf dem Gebiet der Gemeinde Inden (Rheinland) im Kreis Düren in Nordrhein-Westfalen (Stand: 2018). Diese Baudenkmäler sind in der Denkmalliste der Gemeinde Inden (Rheinland) eingetragen; Grundlage für die Aufnahme ist das Denkmalschutzgesetz Nordrhein-Westfalen (DSchG NRW).

| Bild                                  | Bezeichnung                           | Lage                                               | Beschreibung | Bauzeit        | Eingetragen seit | Denkmal- nummer |
| ------------------------------------- | ------------------------------------- | -------------------------------------------------- | --- | -------------- | ---------------- | --------------- |
| Jüdische Gedenkstätte                 | Jüdische Gedenkstätte                 | Frenz An der Kläranlage Karte                      | Jüdische Gedenkstätte, mit einer Buchenhecke umgeben; 5 Gedenksteine aus dem 19. und 20. Jahrhundert | 19. u. 20. Jh. | 03.09.2009       | 41              |
| Kath. Pfarrkirche St. Nikolaus        | Kath. Pfarrkirche St. Nikolaus        | Frenz Kirchplatz 9 Karte                           | Neubau 1904 von J. Buchkremer aus Aachen; 2 – schiffige Backstein – Hallenkirche, höheres und breiteres Hauptschiff im Süden, durch Rundpfeiler mit Kapitellzone und spitzbogige Arkaden abgetrennt; eingestellter Nord – West – Eckturm, quadratischer Turm mit angebautem Treppentürmchen, 3 – geschossig in neugotischen Formen mit spitzer 8 – eckiger Haube. Kirchenbau in neugotischen Formen mit knappen Strebepfeilern und sparsamem Maßwerk, an der Südaußenwand eingesetzt Grabplatten des 16. bis 18. Jhs.; Chor mit 3/8 – Schluss; im Norden zeitgenössischer Sakristeianbau; gemeinsames Satteldach; Innenausstattung in guten neugotischen Formen mit Altären; Orgelprospekt neu, Orgelempore im Unterbau erneuert; Kreuzrippengewölbe auf Wandkonsolen, spitzbogige Schildbögen, im Chor eingebaut gotische Sakramentsnische mit originalem Gitter, im Eingangsjoch eingemauert Rest eines römischen Matronensteins, im Chor Hieronymusbild des 16. Jhs.; Fußboden und Chorfenster neu; zugehörig: Kirchhof mit neu aufgestellten Grabsteinen des 17. und 18. Jhs.überwiegend Blaustein; Friedhofsbereich geschützt von Bruchsteinmauer mit eingesetztem Grabkreuz des 16. Jhs. | 1904           | 05.03.1986       | 8               |
| Wohnhaus und Landwirtschaft           | Wohnhaus und Landwirtschaft           | Frenz Unterstraße 1 Karte                          | Datierung durch Maueranker 1814; unregelmäßig 4 – flügeliger Backsteinhof mit Blausteingewänden, Wohnhaus traufenständig auf hohem Sockel, flankiert von zwei niedrigeren Wirtschaftsgebäuden mit je einer korbbogigen Tordurchfahrt und Satteldach; Wohnhaus 2 – geschossig, 5 Achsen mit Eingang in der Mittelachse, Tür mit doppelläufiger Freitreppe, doppelflügelige Pfeilertür, rundbogiges Sprossenoberlicht, Fenster im EG rundbogig mit Keilstein, im OG gerader Sturz mit Keilstein, mittlerer Zwerchgiebel, Krüppelwalmdach; sehr gut proportioniertes, repräsentatives Haus mit seltenen Details (Rundbogenfenster). | 1814           | 05.03.1986       | 9               |
| Wegekreuz                             | Wegekreuz                             | Inden/Altdorf Altdorfstraße 50 Karte               | Inschriftliche Datierung an der Rückseite 1710; ca. 3 m hohes Wegekreuz aus Blaustein, sehr ähnlich dem an der Kirchhofmauer in Altdorf; Sockel mit Sakramentskonsole, darüber die Mater dolorosa; unterer Teil des Kruzifixes in Beton eingegossen; Rest des Korpus im Hochrelief; | 1710           | 05.03.1986       | 3               |
| Wegekreuz                             | Wegekreuz                             | Inden/Altdorf Am Wehebach Karte                    | Inschriftlich datiert 1730; großes Wegekreuz aus Blaustein, ca. 3 m hoch, mit mehrfach abgestuftem Pfeiler; Sockel mit Inschrift, darüber Sakramentskonsole, darüber Relief der Mater dolorosa; Kreuz mit Winkelstützen; Korpus im Hochrelief. | 1730           | 05.03.1986       | 23              |
| Obelisk                               | Obelisk                               | Inden/Altdorf Auf dem Driesch Nr. 1 Karte          | Johann Theodor Bausch zu Ehren, der sich als Kirchmeister in der Gründerzeit verdient gemacht hat, stand dieser Blaustein-Obelisk direkt hinter dem Eingangstor auf dem Mittelweg des alten Friedhofs. Die Familie Bausch schenkte 1817 der evangelischen Kirchengemeinde den Acker zur Einrichtung der Friedhofsanlage. Bis dahin mussten die evangelischen Indener ihre Toten in Jülich bestatten lassen. Nach fast 200 Jahren Bestand wurden die Toten umsiedlungsbedingt auf kommunale Friedhöfe umgebettet und der Obelisk erhielt hier, restauriert, seinen neuen Ehrenplatz. | E. 19. Jh.     | 05.03.1986       | 5               |
| Wegekreuz                             | Wegekreuz                             | Inden/Altdorf Friedenstraße/Indenerstraße Karte    | M. 19. Jh.; ca. 4 m hoch, aus Sandstein, farbig gefasst; Pfeiler mit spitzbogiger Sakramentsnische, Kreuz mit gefassten Kanten, sparsam neugotische Formen. | M. 19. Jh.     | 05.03.1986       | 12              |
| Haus Lützeler                         | Haus Lützeler                         | Inden/Altdorf Gut Lützeler 1–16 Karte              | 16. – 18. Jh.; 1944/45 stark zerstört; ehem. zweiteilige Wasserburg; Herrenhausgräben zugeschüttet, Vorburggraben nur nördlich noch wassergefüllt erhalten; Herrenhaus bis auf wenige Kellergewölbe zerstört; Südflügel der Vorburg zerstört; Heute erhalten zweiflügelige Hofanlage mit Torhaus im Westen und Südosteckturm; Torhaus 18. Jh. auf älterem Vorgänger, zweigeschossiger Backsteinbau mit rundbogiger Tordurchfahrt in Haussteingewände, außen fensterlos, hofseitige Türen und Fenster 19. Jh.; Mansardwalmdach mit neuen Wetterfahnen; nördlich anschließend ehem. Pächterhaus mit Stallungen, im Kern 18. Jh.; 2 – geschossig mit Fensteröffnungen 19. Jh.; Fenster und Innenausbau modern, Satteldach; östlicher Scheunenbau mit korbbogigen Einfahrten, seitlich abgeschleppter Anbau; 2 – geschossiger Eckturm, je eine Fensterachse mit stichbogigen Öffnungen, Mansardzeltdach. Zugehörig Grabenanlage, teilweise zugeschüttet. | 16.–18. Jh.    | 05.03.1986       | 26              |
| Wasserpumpe                           | Wasserpumpe                           | Inden/Altdorf Pumpengasse Karte                    | E. 19. Jh.; ca. 2,50 m hohe, gusseiserne Wasserpumpe; | E. 19. Jh.     | 05.03.1986       | 6               |
| Gut Merödgen                          | Gut Merödgen                          | Lamersdorf Merödgener Straße Karte                 | 1. H. 19. Jh. mit älterem Kern; ehem. Wasserburg, heute 3 – flügelige Hofanlage in den Resten der ehem. Vorburg; Wohnhaus datiert 1843. Wirtschaftsgebäude ebf. 1. H. 19. Jh. mit teilweise älteren Resten in den Umfassungsmauern; Wohnhaus ursprüngl. 5 Achsen; nördlich ans Wohnhaus stoßender niedriger Wirtschaftsflügel datiert 1797, darin ein Durchgang mit stichbogigem Blausteingewände, Außenseiten des Wohnhauses wohl nachträglich im 19. Jh. verändert, außen 2 kleine Holzstockfenster, südlich moderner Anbau, Satteldächer. Vom Herrenhaus erhalten nur Fundamentreste. | 1. H. 19. Jh.  | 05.03.1986       | 27              |
| Hofanlage                             | Hofanlage                             | Lamersdorf Mittelstraße 19 Karte                   | Die ehemalige dreiflügelige Backsteinhofanlage, gebaut um 1820, setzt sich heute noch zusammen aus dem zweigeschossigen Wohnhaus in Ecklage, dem sich östlich anschließenden Torhaus mit kleinem Stall- und Knechtshaus. Der früher zugehörige rückwärtig querliegende Scheune besteht nicht mehr. Die Anlage repräsentiert im ursprünglichen baulichen Umfang den Typus der regional bedeutenden fränkischen Hofform. Charakteristisch für die Bauzeit sind die Gestaltungsmerkmale am Wohnhaus. Zur Hauptstraße hin orientiert die Giebelseite mit Krüppelwalm und in der Giebelspitze zwei Thermenfenster, ansonsten regelmäßig angelegte hochrechteckige Fenster mit geradem Sturz und Gewänden und Sohlbänken aus Blaustein. Die Traufseite ist ebenso regelmäßig angelegt, Hinweis auf die Bauzeit gibt das profilierte Kastengesims in der Traufzone. In der Grundrißdisposition entspricht das Wohnhaus noch dem tradierten Dreiraumtypus mit Zugang vom Hof aus in der Mittelachse. Vermutlich wurde das Wohnhaus anstelle eines älteren Vorgängers erbaut, da ältere Gebäudefragmente hofseitig erkennbar sind. Im Inneren sind z. T. noch sogenannte Kölner Decken erhalten, der Dachstuhl ist ungestört. Die ursprüngliche Toranlage war korbbogig, heute wird der Hof über eine rechteckige Türöffnung erschlossen. Das Tragwerk des Wirtschaftsflügels (zum Hof hin z. T. Fachwerk) ist weitgehend im originalen Zustand. Demnach dokumentiert die Hofanlage die Wohn- und Wirtschaftsform der Menschen dieser Region im frühen 19. Jahrhundert. An der Gestalt der Anlage sind deutliche Spuren der preußischen Bautradition erkennbar. | 1820           | 27.10.1992       | 40              |
| Kath. Pfarrkirche St. Cornelius       | Kath. Pfarrkirche St. Cornelius       | Lamersdorf Mittelstraße 29 Karte                   | 15. Jh., Vorhalle 18. Jh., Erneuerung 1890 – 94, Architekt Peters aus Aachen; 2–schiffige Hallenkirche mit hohem südlichen Hauptschiff und kleinerem Nordschiff; eingezogener 3–geschossiger Bruchstein–Westturm, Eckquaderung ab dem 2. Stockwerk, spitzbogige Zwillingsarkaden mit Maßwerk im Glockengeschoss, hoher 8–eckiger Helm über profiliertem Werksteintraufgesims; moderne Backsteinvorhalle; südliche Schiffwand bis Kaffgesims der Strebepfeiler aus Bruchstein, darüber in Backstein erneuert, 4 Joche mit spitzbogigen Maßwerkfenstern; 3/8–Chorschluss; nördliches Seitenschiff in den östlichen Teilen bis Traufhöhe Bruchstein, ansonsten in Backstein erneuert; Hauptschiff Satteldach, Seitenschiff querliegende Walmdächer; innen 2–schiffige Halle mit gleich hohen Kreuzrippengewölben, auf Konsolen an der Südseite, an der Nordwand Trennung der Schiffe durch spitzbogige Arkaden auf Rundpfeilern, 8–eckiger Sockel, 8–eckiger Kämpfer, an der Ostseite des Seitenschiffe stark verwittertes Fresko der Hl. Katharina; Altäre, Beichtstühle, Konsolfiguren, Chorgestühl und Hauptaltar 19. Jh., Kanzel datiert 1512; über Sakristeieingang Grablegung, A. 17. Jh.; im Clemen erwähnter Paramentenschrank kriegszerstört; in der Nordwand des Chores eingesetzt Sakramentsnische des 15. Jh. aus Sandstein mit erneuerter Tür des 19. Jh.; im Kirchenschiff Kronleuchter um 1600, Messing mit 12 Armen, als Aufsatz Muttergottes mit Kind; im Seitenschiff auf Konsole der Hl. Michael als Bezwinger des Teufels, 2. H. 18. Jh., Ton bemalt; im Hauptschiff Standfigur auf Konsole der Hl. Barbara, möglicherweise 15. Jh., Holz farbig gefasst; Standfigur des Hl. Hubertus, wohl 17. Jh., farbig gefasst; im Chor Standfigur auf Konsole des Hl. Kornelius im Papstornat, 18. Jh., Holz neu gefasst; im westlichen Teil der Kirche Einbau einer Orgelempore, E. 19. Jh., auf gusseisernen Säulen mit Blausteinpodesten; Zugehöriger Kirchhof mit in die Mauer eingelassenen Blaustein–Grabkreuzen des 17. und 18. Jh. | 1890–1894      | 05.03.1986       | 24              |
| Corneliuskapelle + Wasserpumpe        | Corneliuskapelle + Wasserpumpe        | Lamersdorf Mittelstraße 50 Karte                   | Inschriftlich datiert 1860; kleine, neugotische Kapelle; quadratischer Grundriss mit 3/8-Schluss, Giebelseite spitzbogige Blendnische mit flachbogiger Tür, durch modernes Gitter geöffnet; innen zeitgenössische Korneliusstatue auf neugotischem Altarunterbau, Satteldach verschiefert; seitlich gusseiserne Wasserpumpe, 19. Jh. | 1860           | 05.03.1986       | 25              |
| weitere Bilder                        | Judenfriedhof                         | Pier Auf der Rur Karte                             | Kleiner Judenfriedhof, mit Hecke umzäunt, 4 Grabsteine aus der Zeit 1869–1925. | 19. u. 20. Jh. | 05.03.1986       | 29              |
| Haus Pesch                            | Haus Pesch                            | Pier Grüntalstraße 55 Karte                        | 16.–18. Jh.; Wiederaufbau nach dem Zweiten Weltkrieg; ehem. 2–teilige Wasserburganlage; Herrenhaus (urspr. von Wassergräben umgeben und freistehend); 2–geschossiger Backsteinbau von 2 : 3 Achsen mit Eckturm, Walmdach, nach Kriegszerstörung niedriger und einfacher wiederaufgebaut; Turm mit 8–eckiger Haube und Laterne; kleinere neue Anbauten; Vorburg ehem. 3–flügelig; Südflügel bis auf Außenmauerreste verschwunden, Westflügel mit Sandstein–Tordurchfahrt, rundbogig, wohl noch des 16. Jh., Nordflügel in den Außenmauern noch 18. Jh.; Ostflügel 19. Jh., Backstein mit Walmdach, Außenmauer des Ostflügels erneuert nach Kriegszerstörung; Wassergräben zugeschüttet. Zugehörig Freiraum in Größe der ehem. Wassergräben. | 16.–18. Jh.    | 05.03.1986       | 30              |
| BW                                    | Haus Verken                           | Pier Pierer Straße Karte                           | Das Haus Verken musste dem Braunkohleabbau weichen. | 19. Jh         | 05.03.1986       | 31              |
| Zehnthofanlage                        | Zehnthofanlage                        | Pier Vilvenicher Straße 10 Karte                   | Im MA Besitz des Stiftes Gerresheim. Wohnhaus durch Maueranker datiert 1791, Scheune 1856; ehem. 4–flügelige Hofanlage aus Backstein mit Blausteingewänden; erhalten Wohnhaus und eine Scheune sowie straßenseitige Torbogen; Herrenhaus 2–geschossig mit hohem Sockelgeschoss, traufenständig zum Hof 5 Achsen mit Eingang in der Mittelachse, die 3 mittleren Achsen risalitartig betont mit Zwerchgiebel und Okulus, Tür doppelflügelig, in späten Zopfformen, Oberlicht, ornamentierter Keilstein; Fenstergewände profiliert mit Segmentbogensturz und Keilstein; doppelläufige Blausteinfreitreppe mit Voluten; Traufgesimse und Ortgangsgesims des Zwerchgiebels barock profiliert; Sprossenteilung 19. Jh.; im Inneren des Hauses struckierte Balkendecken mit Gesimsen, Türen und Innenläden aus der Erbauungszeit, mit Eckrosetten und Bandprofilen; Mittelraum ehem. Herdraum mit großem, heute geschlossenem Rauchfang, Blausteinböden; Wohnstube mit 2 eingebauten, verglasten Schränken in aufwendiger Ornamentik aus der Erbauungszeit; Scheune mit Satteldächern. Ehem. sehr repräsentative Anlage in gutem Originalzustand mit vielen originalen Details. | 1791           | 05.03.1986       | 34              |
|                                       | Jülicher Mühlenteich                  | Pier                                               | |                |                  | 47              |
| weitere Bilder                        | Burg Müllenark                        | Schophoven Burg Müllenark Karte                    | 16. Jh. auf älteren Fundamenten, 1670 Neubau der Vorburg, Wohnhaus–Neubau nach 1910 auf älteren Fundamenten; ehem. 2–teilige Backstein–Wasserburg mit heute trockenen Gräben; Hochburginsel mit hohen Futtermauern umgeben; ansteigende Vierbogenbrücke; mit 4 m dicken Mauern und neuerer Betonkuppel, davor Brunnenschacht; an der Südostecke schlanker 2–geschossiger Rundturm mit Klötzchenfries und 8–teiliger Schieferhaube, im EG kleine Schlüssellochschießscharten, im OG Hausstein–Quersprossenfenster; Wohnhaus an der Südwestecke nach 1910, teilweise verputzter, 2–geschossiger Backsteinbau in entfernt an das vorherige Herrenhaus erinnernden Proportionen (kein Denkmal); Vorbau barocker 3–Flügel–Bau mit 2 quadratischen Ecktürmen und Tordurchfahrt in pilastergefassten Werksteinrisalit, über der korbbogigen Durchfahrt mit Rechteckblende Allianzwappen Metternich/Orsbeck von 1670, Okuli, Dreiecksgiebel; Innenseite des Tores mit Begleitfiguren der Flora und eines Silen in Nischen; rechtmäßige übergiebelte Fenster in 2 Stockwerken über hohem Sockel; Vorburg–Außenfronten Backstein natur, Innenseiten weiß geschlämmt, mit grau abgesetzten Werksteinen; korb–und rundbogige Scheunentore, Walmdächer; Turmhauben 8–eckig, geschweift mit Laternen; östlicher Querflügel Neubau E. 19. Jh.; vor der Nordfront ehemalige Garteninsel mit Resten der Umfassungsmauer und ruinösen quadratischem Gartenpavillon des 18. Jh.; „Alte Brauerei“ an der Südostecke der Anlage, 1–geschossiger Scheunenbau mit Korbbogentoren und Mansarddach 1713. Zugehörig großes Areal der Grabenanlage und Garten als unverzichtbarer Freiraum um einen barocken Adelssitz. Bedeutend wegen seines äußerst seltenen Bastionsturmes und der ungewöhnlich großzügigen symmetrischen Vorburganlage. | 16. Jh.        | 05.03.1986       | 36              |
| Wegekreuz                             | Wegekreuz                             | Schophoven Dunkelhof, Ecke Viehovener Straße Karte | Inschriftliche Datierung 1904; von Hubert Iven aus Birkesdorf; Wegekreuz auf mehrfach gestuftem Sockel mit Inschriften, im oberen Teil Relief der Mater dolorosa in Rankenornamentik; Abschluss Gesimsplatte, darauf neues Kunststeinkreuz. | 1904           | 05.03.1986       | 37              |
| Müllenarker Mühle                     | Müllenarker Mühle                     | Schophoven Nähe Burg Müllenark Karte               | Mühlengebäude 17./18. Jh., die übrigen Gebäude 19. Jh.; unregelmäßige Anlage von 4 Einzelbauten um einen Hof, nordöstliches Mühlengebäude aus Backstein, 2-geschossig mit Mansardwalmdach, Hofseite mit Eingang, Sandsteingewände, doppelschlägige Eichentür, nur im oberen Teil original; im OG kleine Originalfenster, rechtes mit Kalksteingewände, linkes mit Holzgewände; UG der Außenseite im südlichen Teil mit Sandsteinquadern, ein altes Sandsteingewänden, Mühlrad mit Widerlager E. 19. Jh. (Eisen); teilweise barocke Traufgesimse erhalten, Außenwand urspr. wohl ganz in Sandstein, davon das ganze UG erhalten, im nordöstlichen Teil der Außenwand Blaustein–Rundfenster, vielleicht ehem. Wellenlagerung; Innenteile der Mühle noch weitgehend erhalten mit Decken und Zwischenwänden, Reste der Innenausstattung mit Kran, Mühlenbalken, Mehlschütten noch vorhanden, im EG noch Kamin der Erbauungszeit erhalten, der rechte Teil wohl ursprünglich Wohnteil, enger lokaler und historischer Zusammenhang mit der Burg. Die übrigen Gebäude ohne Denkmalwert. | 17. / 18. Jh.  | 14.07.1986       | 39              |
| Kath. Kirche St. Barbara              | Kath. Kirche St. Barbara              | Schophoven Schlichstraße 42 Karte                  | 1859; Architekt Kriescher; schlichte Saalkirche aus Backstein; Langhaus mit 4–bahnigen rundbogigen Fenstern an jeder Seite; vorgesetzter Westturm auf quadratischem Grundriss mit 3 Geschossen, kleine, rundbogige Fenster, im obersten Geschoss rundbogige Schallarkaden; 8–eckige verschieferte, spitze Haube; halbrunde Apsis mit vorgesetzter, neuer flacher Sakristei, neues Portal in der Westfassade des Turmes, ungewöhnlich einfacher Bau mit klassizistischen Proportionen; in dieser Region selten. | 1859           | 05.03.1986       | 35              |
| Kath. Kapelle St. Mariae Regine Pacis | Kath. Kapelle St. Mariae Regine Pacis | Schophoven Viehöven Karte                          | 1874; kleine Backsteinkapelle auf nahezu quadratischem Grundriss mit rundbogigem Portal an der Frontseite; halbrunder Abschluss; an den übrigen Seiten jeweils 2 Fensterachsen; unter dem Traufgesims Blendbogenfries; Walmdach mit verschiefertem, vierseitigem Dachreiter, davor Dachgaube. | 1874           | 05.03.1986       | 38              |